# 云南龙胆
云南龙胆（学名：Gentiana yunnanensis）是龙胆科龙胆属的植物，是中国的特有植物。分布于中国大陆的云南、西藏、四川、贵州等地，生长于海拔2,300米至4,400米的地区，一般生长在山坡草地、高山草甸、路旁、灌丛中以及林下，目前尚未由人工引种栽培。
其种加词 yunnanensis 意为“云南的”。